# 25e Legerkorps (Wehrmacht)
Het 25e Legerkorps (Duits: Generalkommando XXV. Armeekorps) was een Duits legerkorps van de Wehrmacht tijdens de Tweede Wereldoorlog. Het korps bleef defensief langs de Rijn tijdens de veldtocht in het westen en werd daarna ingezet als bezettings- en kustverdedigingsmacht in Frankrijk. Ingesloten in Lorient verbleef het korps van augustus 1944 tot 10 mei 1945.

## Krijgsgeschiedenis

### Oprichting
Op 24 november 1938 werd in Baden-Baden, in Wehrkreis V, de "Kommandostab Oberrhein" opgericht en gestationeerd. Deze staf werd vervolgens op 1 maart 1939 omgedoopt in "Generalkommando der Grenztruppen Oberrrhein". Op 17 september 1939 werd dit commando omgedoopt in het 25e Legerkorps.

### Inzet
Op 26 augustus 1939 werd het korps gemobiliseerd als onderdeel van het 7e Leger en waren de 5e en 35e Infanteriedivisies, de 14e Landwehrdivisie en SS-Regiment "Der Führer" onder bevel. Het korps lag in stelling op de oostoever van de Rijn rond Baden-Baden.
Tijdens de westerse veldtocht bleef het korps in zijn defensieve positie liggen, met de 555e en 557e Infanteriedivisies onder bevel. Vanaf 8 juli 1940 fungeerde het korps als bezettingsmacht in Oost-Frankrijk, met de staf in Belfort. Hier bleef het korps tot november 1940, waarop het korps overgebracht werd naar La Baule bij Saint-Nazaire. Daar bleef het korps. In mei 1942 werd het korpshoofdkwartier verplaatst naar Redon en in oktober 1942 naar Pontivy. Het korps bleef verantwoordelijk als bezettingsmacht en voor kustverdediging tot augustus 1944. Nadat de troepen van het Amerikaanse 3e Leger uitgebroken waren uit het bruggenhoofd Normandië, rukten ze zeer snel op in Bretagne. Het korps werd naar de havenstad Lorient gedreven, tezamen met delen van de resten van de 265e Infanteriedivisie. Al op 9 augustus bereikte de 4e US-Pantserdivisie het gebied rond Lorient, maar pas op 15 augustus had de 6e US-Pantserdivisie de ring rond de stad in handen. Lorient was echter een van de belangrijkste Duitse U-bootbases en was dus zwaar versterkt met bunkers, FLAK en artilleriestellingen. De Amerikanen namen geen risico dit zwaarbeveiligde gebied aan te vallen, met de kans op zware verliezen. Ze beperkten zich er dus toe de stad omsingeld te houden. Op 10 september werd de 6e US-Pantserdivisie afgelost door de 94e US-Infanteriedivisie, die vervolgens op 1 januari 1945 afgelost werd door de 66e US-Infanteriedivisie. Het korps bleef tot het eind van de oorlog in zijn positie.
General Wilhelm Fahrmbacher capituleerde met zijn 25e Legerkorps op 10 mei 1945 (dus twee dagen na de Duitse capitulatie) met rond 10.000 man aan de 66e US-Infanteriedivisie.

## Bovenliggende bevelslagen
| Leger           | Legergroep                      | Plaats/regio                    | Begin            | Eind             |
| --------------- | ------------------------------- | ------------------------------- | ---------------- | ---------------- |
| 7. Armee        | Heeresgruppe C                  | Baden-Baden                     | 26 augustus 1939 | eind juni 1940   |
| 12. Armee       | Oost-Frankrijk, staf in Belfort | Baden-Baden                     | begin juli 1940  | augustus 1940    |
| 1. Armee        | Heeresgruppe C                  | Oost-Frankrijk, staf in Belfort | september 1940   | oktober 1940     |
| 1. Armee        | Heeresgruppe D                  | Bretagne                        | november 1940    | 11 december 1940 |
| 6. Armee        | Heeresgruppe D                  | Bretagne                        | 12 december 1940 | mei 1941         |
| 7. Armee        | Heeresgruppe D                  | Bretagne                        | mei 1941         | mei 1944         |
| 7. Armee        | Heeresgruppe B                  | Bretagne                        | mei 1944         | augustus 1944    |
| Festung Lorient | OKW                             | Lorient                         | augustus 1944    | 20 oktober 1944  |
| Festung Lorient | Marine-Oberkommando West        | Lorient                         | 20 oktober 1944  | 10 mei 1945      |

## Commandanten

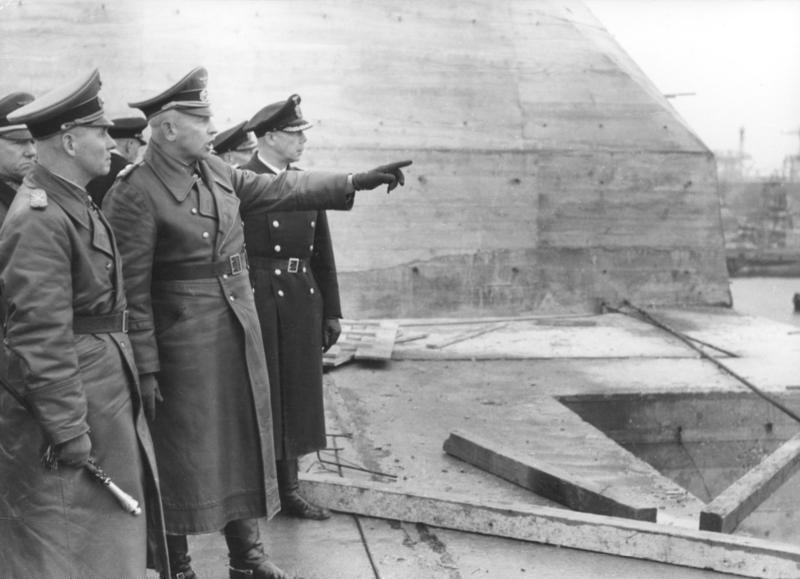
General Fahrmbacher naast Erwin Rommel in Saint-Nazaire (februari 1944)

| Rang                   | Naam                   | Begin            | Eind            |
| ---------------------- | ---------------------- | ---------------- | --------------- |
| General der Infanterie | Alfred Wäger           | 24 november 1938 | 6 november 1939 |
| General der Infanterie | Karl Ritter von Prager | 6 november 1939  | 1 mei 1942      |
| General der Artillerie | Wilhelm Fahrmbacher    | 1 mei 1942       | 10 juni 1944    |
| General der Infanterie | Dietrich von Choltitz  | 10 juni 1944     | 16 juni 1944    |
| General der Artillerie | Wilhelm Fahrmbacher    | 16 juni 1944     | 10 mei 1945     |